# Genipa spruceana
Genipa spruceana är en måreväxtart som beskrevs av Julian Alfred Steyermark. Genipa spruceana ingår i släktet Genipa och familjen måreväxter. Inga underarter finns listade i Catalogue of Life.